# Langue des signes burkinabé
La langue des signes burkinabé ou langue des signes mossi, est la langue des signes utilisée par les personnes sourdes indigènes et leurs proches de Ouagadougou, la capitale du Burkina Faso. L'éducation des sourds au Burkina se fait grâce à la langue des signes américaine.

### Sources et bibliographie
- (en) Diane Brentari, Sign Languages, Cambridge University Press, 2010, 691 p. (ISBN 1139487396 et 9781139487399, présentation en ligne, lire en ligne).